# George A. Miller
George Armitage Miller (* 3. Februar 1920 in Charleston, West Virginia; † 22. Juli 2012 in Plainsboro, New Jersey) war ein US-amerikanischer Psychologe. Er war seit 1979 Professor an der Universität Princeton. Miller gehört zu den Begründern der modernen Psycholinguistik. Als Emeritus leitete er in Princeton das McDonnel-Pew-Projekt zur kognitiven Neuropsychologie.

## Leben
George A. Miller absolvierte 1940 die University of Alabama und wurde 1946 an der Harvard University promoviert. Im Jahr 1968 wurde er Professor an der Rockefeller University in New York City.
Mit George Heise und William Lichte zeigte er 1951 bezüglich der Wortwahrnehmung die Rolle der Erwartung. Seine bedeutende Arbeit The Magical Number Seven, Plus or Minus Two: Some Limits on our Capacity for Processing Information über die Millersche Zahl erschien 1956 in The Psychological Review.
Von 1968 bis 1969 war er Präsident der American Psychological Association.
Im Jahr 1979 wurde er Professor an der Universität Princeton, wo er einen Lehrstuhl erhielt und später als Emeritus das McDonnel-Pew-Projekt zur kognitiven Neuropsychologie leitete.
Im Jahr 1990 erhielt Miller den Preis William James Book Award der American Psychological Association für das Buch The Science of Words (deutscher Titel Wörter. Streifzüge durch die Psycholinguistik). Für sein Lebenswerk erhielt er den Life Achievement Award der American Psychological Foundation. Im Jahr 1991 erhielt er die National Medal of Science. 1957 wurde er in die American Academy of Arts and Sciences gewählt, 1962 in die National Academy of Sciences und 1971 in die American Philosophical Society. Er war auswärtiges Mitglied der Königlich Niederländischen Akademie der Wissenschaften (KNAW).

## Publikationen (Auswahl)
- Sprache und Denken. In: Otto W. Haseloff (Hrsg.): Kommunikation. Colloquium, Berlin 1969, ISBN 3-7678-0237-6
- als Hrsg. mit Morris Halle und Joan Bresnan: Linguistic Theory and Psychological Reality. The MIT Press, Cambridge, Mass., 1978
- Language and Speech. W. H. Freeman, New York 1981.
- mit Richard Beckwith, Christiane Fellbaum, Derek Gross und Katherine Miller: Five Papers on WordNet. In: International Journal of Lexicography. Band 3, 1990, S. 235–244.
- Wörter. Streifzüge durch die Psycholinguistik. Herausgegeben und aus dem Amerikanischen übersetzt von Joachim Grabowski und Christiane Fellbaum. Spektrum der Wissenschaft, Heidelberg 1993; Lizenzausgabe: Zweitausendeins, Frankfurt am Main 1995; 2. Auflage ebenda 1996, ISBN 3-86150-115-5.